# Slavko Vraneš

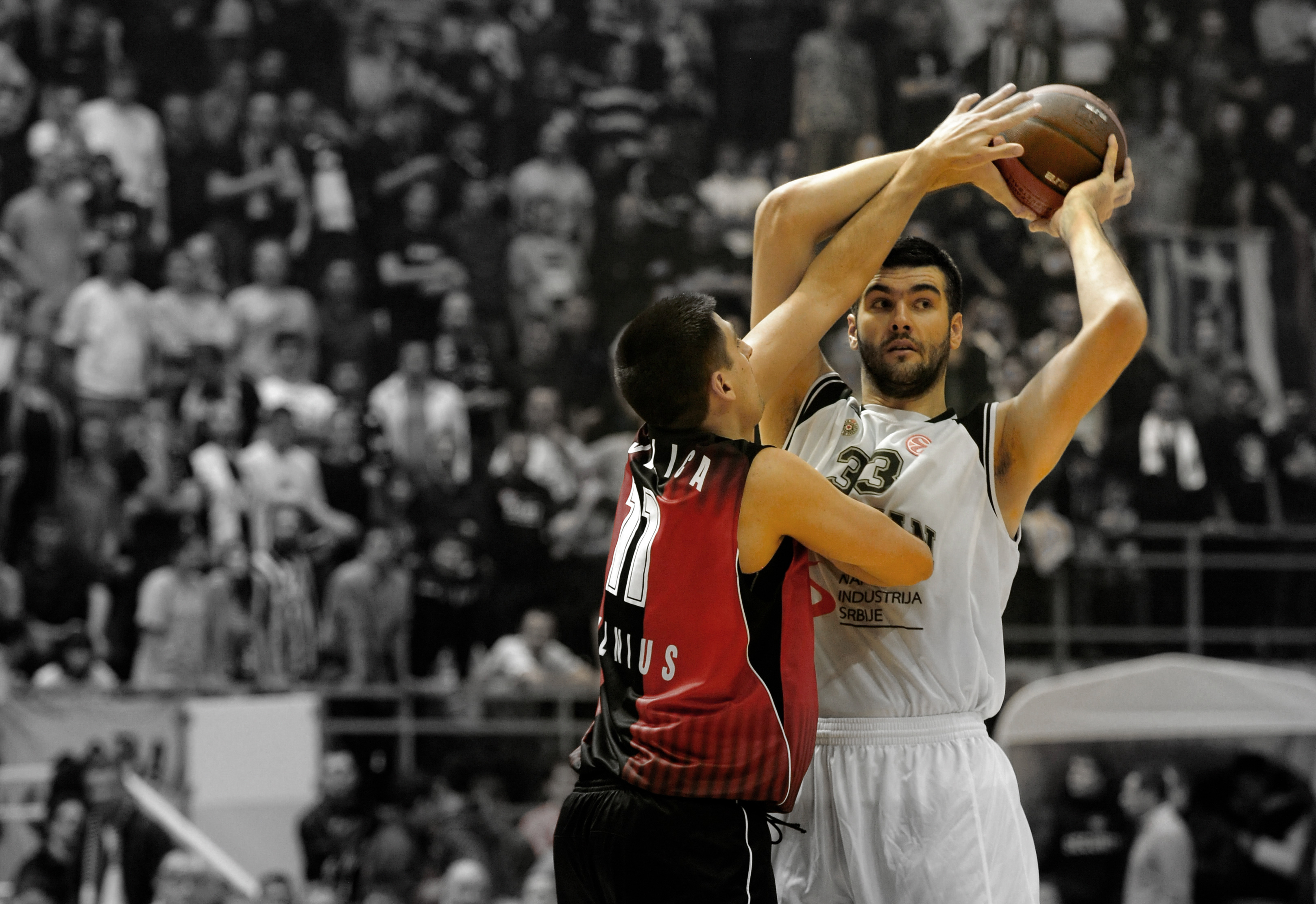
Milko Bjelica (po lewej) kontra Slavko Vraneš (po prawej).

Slavko Vraneš (cyr. Славко Вранеш; ur. 30 stycznia 1983 w Pljevjli) – czarnogórski koszykarz, grający na pozycji środkowego, posiadający także serbskie obywatelstwo.

## Osiągnięcia
Stan na 27 czerwca 2017, na podstawie, o ile zaznaczono inaczej.
Drużynowe
- Mistrz:
  - Eurocup (2011)
  - ligi adriatyckiej (2008–2010)
  - Serbii (2008–2010)
  - Czarnogóry (2007)
  - Turcji (2002)
- Wicemistrz:
  - Jugosławii (1998)
  - Iranu (2012, 2015)[4]
- Brąz:
  - mistrzostw Rosji (2011)
  - VTB (2011)
- Zdobywca pucharu:
  - Serbii (2008–2010)
  - Czarnogóry (2007)
  - Turcji (2002)
- Finalista pucharu Jugosławii (1999)

Indywidualne
- Najlepszy zawodnik zagraniczny ligi irańskiej (2014 według asia-basket.com)[5]
- Zaliczony do (przez asia-basket.com, eurobasket.com):
  - I składu:
  - zawodników zagranicznych ligi irańskiej (2014)[5]
  - defensywnego ligi:
    - serbskiej (2013)[6]
    - czarnogórskiej (2007)[7]

  - II składu ligi irańskiej (2014)[5]
  - składu honorable mention ligi irańskiej (2012)[4]
- Lider w blokach ligi:
  - adriatyckiej (2005, 2008)
  - serbskiej (2010, 2013)
  - irańskiej (2016)[8]

Reprezentacja
- Mistrz Europy dywizji B (2009)
- Uczestnik mistrzostw Europy (2011 – 21. miejsce)